# Тайманова, Татьяна Соломоновна
Татьяна Соломоновна Тайманова (урожд. Симина; 4 октября 1954, Ленинград, СССР — 19 августа 2020, Санкт-Петербург, Россия) — советский и российский литературовед. Доктор филологических наук (2006), профессор.

## Биография
Родилась 4 октября 1954 года в Ленинграде. В 1977 году с отличием окончила Ленинградский политехнический институт им. М. И. Калинина, квалификация «инженер-экономист», специальность «Организация механизированной обработки экономической информации».
В 1979—1985 годы обучалась на французском отделении филологического факультета Ленинградского государственного университете им. А. А. Жданова, окончив его по кафедре истории зарубежных литератур.
В 1995 году в СПбГУ под научным руководством доктора филологических наук, профессора В. Е. Балахонов защитила диссертацию на соискание учёной степени кандидата филологических наук по теме «Шарль Пеги-поэт, литературный критик, публицист» (специальность 10.01.05 — Литературы народов Европы, Америки и Австралии).
В 2006 году в СПбГУ защитила диссертацию на соискание учёной степени доктора филологических наук по теме «Шарль Пеги: философия истории и литература» (специальность 10.01.03 — Литературы народов стран зарубежья (литературы народов Европы, Америки и Австралии)).
Профессор кафедры французского языка факультета иностранных языков СПБГУ.
Работала также в СПБГУП.
Директор Научного центра Жанны д’Арк — Шарля Пеги СПБГУ, член учёного совета факультета иностранных языков СПБГУ.

## Научная деятельность
Автор более 70 научных работ на русском и французском языках, сфера научных интересов: Французская литература, в том числе Шарль Пеги.
Выступала с докладами на различных научных и образовательных площадках России и Европы (Санкт-Петербург, Нижний Новгород, Париж, Руан, Лион, Орлеан, Хельсинки, Варшава и др.)
Автор вступительной статьи и комментариев к первому в России изданию произведений Ш. Пеги «Наша юность. Мистерия о милосердии Жанны д’Арк», вышедшему в Санкт-Петербурге в 2001 году.

## Научные труды

#### Монография
- Тайманова Т. С. Шарль Пеги: философия истории и литература. Монография. — СПб: Изд-во СПбГУ, 2006.

#### Статьи
- Тайманова Т. С. Мистерия о милосердии Жанны д’Арк (Современная мистерия: к вопросу о жанре) // Ученые записки Тартуского государственного университета (Труды по романо-германской филологии. Проблемы метода и жанра в зарубежных литературах). № 792. — Тарту, 1988. С. 99—106.
- Тайманова Т. С. Шарль Пеги и духовная атмосфера его «Двухнедельных тетрадей» // Ученые записки Тартуского государственного университета (Труды по романо-германской филологии. Проблемы фона и атмосферы в зарубежной литературе). № 871 — Тарту, 1989. С. 87—93.
- Тайманова Т. С., Легенькова Е. А. Жанна Д’Арк: Мифология и идеология. // Вестник СПбГУ. № 3. — СПб: Изд-во СПбГУ, 2013.
- Тайманова Т. С., Легенькова Е. А. Документальные свидетельства Бориса Суварина о трагедии советских писателей // Вестник СПбГУ. № 1. — СПб.: Изд-во СПбГУ, 2019. С. 277—292.
- Тайманова Т. С. «Красный» Ленинград и «красный» театр глазами французских гостей СССР // Новые российские гуманитарные исследования. № 14. — М.: Институт мировой литературы им. А. М. Горького РАН, 2019. С. 97.

на других языках
- Taïmanova T. S. Péguy sur la toile russe en 2014 // La lyre et les armes. Poètes en guerre: Péguy, Stadler, Ozen. Сер. «Littérature générale et comparée». — Paris, 2019. P. 309—327.
- Legenkova E., Taïmanova T. Victor Serge traducteur // Travaux de litterature: Editions Klincksieck, 2018. P. 271—282.
- Taïmanova T., Legenkova E. Le petit dieu eros et l’Etat. L’amour dans les recits de voyage en URSS des auteurs francophones // L’amour en littérature: L’Association Internationale de la Critique Littéraire, 2017. P. 105—122.

## Награды
- Почетная грамота Министерства науки и образования Российской Федерации (2012)[4],
- Орден Искусств и литературы (Франция, 2016)[5][6],
- Почетная медаль города Орлеана (Франция, 1996),
- Медаль Восточного факультета СПбГУ (2007).

## Оценки
Петербургский писатель, член Союза писателей Санкт-Петербурга, кандидат филологических наук, доцент А. А. Аствацатуров следующим образом отреагировал на смерть ученого:
Она была высочайшим профессионалом своей области, занималась французскими исследованиями. В центре ее интересов был Шарль Пеги, один из самых непростых писателей Франции. Ее доклады, ее статьи всегда вызывали неизменный интерес у коллег. Всё это осталось с нами, и мы будем хранить память о честном, прекрасном ученом. Но важно и то, что Татьяна Соломоновна была необыкновенно ярким, сильным и в то же время удивительно добрым и душевным человеком, одним из ярких представителей настоящей петербургской интеллигенции.

## Семья
- Муж — Тайманов, Игорь Маркович — советский и российский пианист и преподаватель, кандидат искусствоведения, профессор, заведующий Кафедрой общего курса и методики преподавания фортепиано СПБГК им. Н. А. Римского-Корсакова[8].
- Дочь — Тайманова Кира Игоревна — кофаундер и управляющий партнёр петербургского образовательного центра «Дом Бенуа»[9] .